# Myrmoteras nicoletteae
Myrmoteras nicoletteae är en myrart som beskrevs av Agosti 1992. Myrmoteras nicoletteae ingår i släktet Myrmoteras och familjen myror. Inga underarter finns listade i Catalogue of Life.